# آبار الرتبة
آبَارُ الرَّتَبَةِ (بالإسبانية: Huércal-Overa)‏, هي بلدية تقع في مقاطعة المرية. جنوب شرق إسبانيا. يبلغ عدد سكانها 16.165 نسمة.

## وصلات خارجية
- (بالإسبانية)